# Aguapanela arvi
Pour les articles homonymes, voir Aguapanela.
Genre
Espèce
Aguapanela arvi, unique représentant du genre Aguapanela, est une espèce d'araignées mygalomorphes de la famille des Theraphosidae.

## Distribution
Cette espèce est endémique du département d'Antioquia au Colombie,. Elle se rencontre à Medellín et Caldas entre 2 100 et 2 400 m d'altitude dans la cordillère Centrale.

## Description
Le mâle holotype mesure 30,2 mm et la femelle paratype 33 mm

## Publication originale
- Perafán, Cifuentes & Estrada-Gomez, 2015 : Aguapanela, a new tarantula genus from the Colombian Andes (Araneae, Theraphosidae). Zootaxa, no 4033(4), p. 529-542.